# Маргиттай, Антоний
Антоний Маргиттай (Маргиттаи, венг. Margittai Antal, настоящая фамилия Гербер; 17 сентября 1880, Паланок — 17 июля 1939, Мукачево) — ботаник-флорист, систематик и знаток флоры Карпатского региона.

## Биография
Родился 17 сентября 1880 году в селе Паланок комитата Берег Австро-Венгрии. Здесь, в селе с немецкими традициями, прошло его детство.
Закончил Королевскую Мукачевскую реальную гимназию и поступил на философский факультет Будапештского университета, где специализировался на физике и математике. Преподавал математику в учебных заведениях на территории современных Закарпатья и Словакии. Растительный покров Карпат исследовал в свободное от работы время.
Умер Антоний Маргиттай в 1939 году и похоронен в Паланке.
В ботанике
Собрал гербарий, который насчитывает около 50 тысяч листов, и который еще и сегодня едва ли не наиболее полно репрезентирует растительный мир Закарпатья.

## Признание
Растения, названные в честь ученого:
- рябина Маргиттая
- василек Маргиттая
- кострица Маргиттая
- шиповник Маргиттая
- тимьян Маргиттая.